# Mauricius

Mauricius (tiếng Latinh: Flavius Mauricius Tiberius Augustus; tiếng Hy Lạp cổ: Φλάβιος Μαυρίκιος Τιβέριος Αὔγουστος) (539 – 27 tháng 11, 602) là Hoàng đế Đông La Mã từ năm 582 đến 602.

## Gốc gác và thiếu thời
Mauricius sinh ra tại Arabissus ở Cappadocia vào năm 539, con trai của một người tên là Paulus nào đó. Ông có một người em trai tên là Petrus, và hai chị em gái tên là Theoctista và Gordia, sau này là vợ của tướng Philippicus. Theo sử sách ghi chép thì ông là một người địa phương nói tiếng Hy Lạp, không giống như các vị hoàng đế trước đây từ sau thời Anastasius I Dicorus. Ông có thể là một người xứ Cappadocia gốc Hy Lạp hoặc có thể là một người Armenia bị Hy Lạp hóa. Khó mà xác định được trường hợp nào là đúng. Nhà sử học Evagrius Scholasticus ghi lại (có khả năng tự chế ra) ông có gốc gác từ thành Roma cũ. Mauricius lần đầu tiên đến kinh thành Constantinopolis trong vai trò như một notarius, và sau làm thư ký cho comes excubitorum (tư lệnh của Excubitors, cấm vệ quân Đông La Mã) Tiberius, về sau là hoàng đế Tiberius II (trị vì 578–582). Khi Tiberius được phong làm Caesar vào năm 574, Mauricius được bổ nhiệm làm người kế nhiệm chức vụ comes excubitorum của ông.

## Chiến tranh Ba Tư và lên ngôi

Bản đồ của vùng biên giới La Mã-Ba Tư cho thấy lợi ích của Mauricius sau khi phục hồi ngôi vị cho vua Sassanid Khosrau II vào năm 591.

Cuối năm 577, mặc dù hoàn toàn thiếu kinh nghiệm quân sự, Mauricius vẫn được chỉ định làm magister militum per Orientem, chức vụ tổng tư lệnh quân đội Đông La Mã ở miền đông, trong cuộc chiến tranh đang diễn ra chống lại Vương triều Sassanid của Ba Tư, nối nghiệp tướng Justinianus. Vào khoảng thời gian này, ông leo dần lên tới cấp bậc patricius. Rồi sau đó giành lấy một chiến thắng quyết định trong cuộc chiến với người Ba Tư vào năm 581. Một năm sau, ông kết hôn với Constantina, con gái của Hoàng đế. Ngày 13 tháng 8, ông kế thừa cha vợ làm Hoàng đế. Sau khi lên ngôi, ông nắm quyền cai trị một đế quốc bị phá sản. Đang chiến tranh với người Ba Tư, phải cống nạp rất cao cho người Avar, và các tỉnh Balkan thì bị người Slav tàn phá hết mức, khiến cho tình hình của đế chế đã đến hồi nguy cấp.
Mauricius vẫn phải tiếp tục cuộc chiến chống lại người Ba Tư. Năm 586, quân đội của ông đã đánh bại họ tại một trận đánh lớn ở phía nam Dara. Bất chấp một vụ bạo loạn nghiệm trọng xảy ra vào năm 588, quân đội vẫn tiếp tục cuộc chiến và thậm chí đảm bảo một chiến thắng quan trọng trước thành Martyropolis. Năm 590, hai anh em Parthia Vistahm và Vinduyih đã dấy binh phế bỏ vua Hormizd IV và lập người con út là Hoàng tử Khosrau II làm vị vua mới. Thế nhưng nguyên Thống soái Iran Bahram Chobin, từng nổi dậy chống lại Hormizd IV trước kia liền tuyên bố tranh ngai vàng về phần mình và đánh bại Khosrau, khiến ông cùng với hai anh em Parthia về sau phải trốn sang triều đình Đông La Mã. Dù Viện Nguyên lão đã lên tiếng chống đối, Mauricius vẫn điều động 35.000 quân giúp đỡ Khosrau giành lại ngôi vua. Năm 591 liên quân Đông La Mã-Ba Tư dưới sự chỉ huy của tướng John Mystacon và Narsesđã đánh bại lực lượng của Bahram Chobin ở gần Ganzak trong trận chiến Blarathon. Chiến thắng mang tính quyết định; Mauricius cuối cùng đã đưa chiến tranh đến hồi kết thúc vẻ vang khi Khosrau tiến vào kinh đô làm lễ đăng quang.
Sau đó, Khosrau có lẽ đã được hoàng đế nhận làm con nuôi. Tân vương Ba Tư tiếp tục thưởng công cho Mauricius bằg cách nhượng lại cho Đế quốc phần phía Tây xứ Armenia đến hồ Van và Sevan, bao gồm các thành phố lớn như Martyropolis, Tigranokert, Manzikert, Ani và Yerevan. Hòa ước của Mauricius đã mang lại nguyên trạng mới về phần lãnh thổ miền Đông, mở rộng đến một mức độ mà đế chế chưa từng đạt được, và cái giá rẻ hơn nhiều cho việc phòng vệ trong thời gian hòa bình vĩnh cửu mới này – giúp tiết kiệm hàng triệu đồng solidi nhờ giảm bớt việc cống nạp cho một mình người Ba Tư. Sau đó, Mauricius bèn áp đặt một sự hợp nhất giữa Giáo hội Armenia và Tòa Thượng phụ Constantinopolis.

## Chiến tranh Balkan
Sau chiến thắng lẫy lừng trên tuyến biên giới phía đông, Mauricius được tự do tập trung vào khu vực Balkan. Người Slav đã cướp phá các tỉnh Balkan thuộc Đông La Mã trong nhiều thập kỷ, có lẽ bắt đầu định cư tại vùng này từ những năm 580. Người Avar chiếm được pháo đài quan trọng về mặt chiến lược Sirmium vào năm 582, sử dụng nó như là một căn cứ cho các hoạt động chống lại một số đồn lũy được bảo vệ kém bên cạnh sông Danube. Năm 584, người Slav uy hiếp thủ đô và năm 586 người Avar tiến hành vây hãm Thessalonica, trong khi người Slav đi xa đến tận vùng bán đảo Peloponnesus. Năm 591, Mauricius đã tung ra nhiều chiến dịch chống lại người Slav và Avar – với triển vọng tốt nhằm xoay chuyển tình thế.
Năm 592, quân đội của ông đã chiếm lại Singidunum từ tay người Avar. Tổng tư lệnh quân Đông La Mã Priscus đánh bại người Slav, Avar và Gepid tại phía nam sông Danube vào năm 593. Cùng năm đó hoàng đế dẫn quân vượt qua sông Danube tiến vào xứ mà nay là Wallachia để tiếp tục hàng loạt chiến công của mình. Năm 594, Mauricius đã thay thế Priscus bằng người em trai thiếu kinh nghiệm của mình tên là Petrus, bất chấp những thất bại ban đầu, dù sao cũng đạt được phần thắng ở Wallachia. Priscus giờ nắm quyền chỉ huy một cánh quân khác ở thượng nguồn, đánh bại người Avar một lần nữa vào năm 595. Rồi sau họ chỉ dám tấn công khu vực ngoại biên một lần nữa ở Dalmatia hai năm sau đó. Năm 598, hòa ước được ký kết với nhà lãnh đạo dân Avar Bayan I, chỉ bị phá vỡ một lần duy nhất dành cho các chiến dịch trả đũa vào sâu bên trong quê hương của người Avar. Vào năm 599 và 601, quân đội Đông La Mã đã trút sự tàn phá kinh hồn xuống đầu dân Avar và Gepid. Năm 602, người Slav phải hứng chịu một thất bại nặng nề ở Wallachia. Binh sĩ Đông La Mã đã giờ đây đã có thể giữ vững phòng tuyến sông Danube một lần nữa. Trong khi đó, Mauricius đang thực hiện kế hoạch tái định cư cho các khu vực bị tàn phá ở Balkan bằng cách sử dụng di dân Armenia.

## Chính sách đối nội

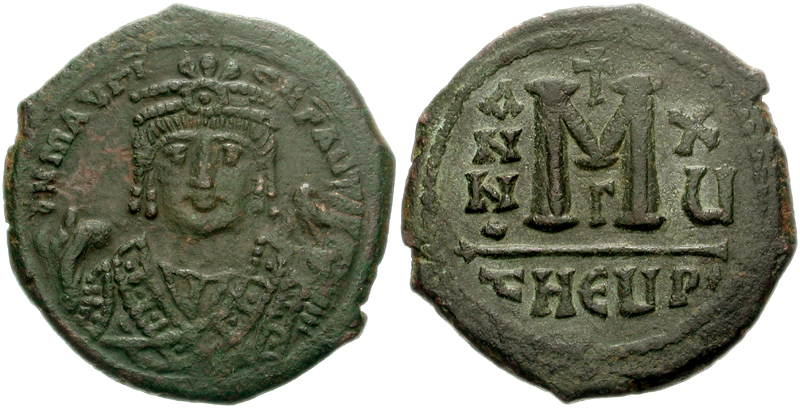
Follis với Mauricius trong bộ đồng phục chấp chính quan.

Tại phía tây, hoàng đế đã cho tổ chức các lãnh địa Đông La Mã bị đe dọa ở Ý và châu Phi thành các exarchates (trấn khu) dưới sự cai trị của các thống đốc quân sự hoặc quan trấn thủ gọi là exarch, lần lượt vào năm 584 và 591. Các quan trấn thủ ít nhiều gì cũng được nắm toàn quyền quân sự và dân sự. Đây là một trường hợp ngoại lệ đáng chú ý đến việc tách biệt thông thường quyền lực quân sự và dân sự vào thời đó. Bằng cách thành lập Trấn khu Ravenna, Mauricius đã làm chậm đà tiến công của người Lombard vào đất Ý.
Năm 597, Mauricius với cơ thể ốm yếu đã viết di chúc cuối cùng mà ông đã mô tả ý tưởng của mình về việc quản lý Đế quốc Đông La Mã. Theo đó thì người con trưởng là Theodosius sẽ cai trị miền Đông từ Constantinopolis; người con thứ là Tiberius sẽ cai trị miền Tây từ Roma. Một số nhà sử học tin rằng ông có ý định để cho người con út của mình nắm quyền cai trị từ Alexandria, Carthage và Antiochia. Mục đích của ông là để duy trì sự thống nhất của đế quốc, khiến cho ý tưởng này rất giống với thiết chế Tetrarchy (Tứ đầu chế) của Diocletianus. Tuy nhiên, cái chết tàn bạo của Mauricius đã ngăn cản những kế hoạch sắp trở thành hiện thực. Về các vấn đề tôn giáo, Mauricius đã rất khoan dung đối với phái Nhất tính thuyết (Monophysitism) dù ông là một người ủng hộ Công đồng Chalcedon. Hoàng đế cũng có mâu thuẫn với Giáo hoàng Gregory I về vấn đề phòng thủ thành Roma sau này nhằm đối phó sự xâm nhập của người Lombard.
Những nỗ lực của Mauricius nhằm củng cố đế chế dù chậm nhưng đều tỏ ra khá thành công, đặc biệt là do cầu hòa với người Ba Tư. Dù sự tín nhiệm của dân chúng dành cho hoàng đế lúc đầu dường như đã suy giảm trong suốt Triều đại, hầu hết là do các chính sách tài chính của ông. Năm 588, ông đã công bố cắt giảm tiền lương của quân đội xuống còn 25%, dẫn đến một cuộc nổi loạn tai hại của binh sĩ trên mặt trận Ba Tư. Ông từ chối trả một khoản tiền chuộc rất nhỏ vào năm 599 hoặc 600 để giải thoát 12.000 lính Đông La Mã bị người Avar bắt làm tù binh. Số tù binh này liền bị giết sạch, và một phái đoàn quân sự phản đối, do một sĩ quan đứng đầu tên là Phocas (về sau trở thành hoàng đế Phocas) đã bị sỉ nhục và bị từ chối ở Constantinopolis.

## Cái chết
Năm 602, Mauricius luôn luôn đối phó với việc thiếu tiền đã hạ lệnh rằng quân đội phải trú lại suốt mùa đông để vượt sông Danube, mà các sử gia chứng minh là một sai lầm nghiêm trọng. Các binh sĩ kiệt sức đã dấy loạn chống lại Hoàng đế. Có lẽ là do phán đoán sai tình hình, Mauricius nhiều lần ra lệnh cho quân đội bắt đầu một cuộc tấn công mới thay vì trở về đóng quân suốt mùa đông. Sau một thời gian, quân đội của ông đã đạt được những ấn tượng mà Mauricius không còn làm chủ được tình hình, liền tôn Phocas làm lãnh đạo của họ, và đề nghị Mauricius thoái vị và tuyên bố là người kế vị hoặc là người con trưởng Theodosius hay Tướng Germanus. Cả hai người đều bị buộc tội phản quốc, bỗng dưng một cuộc bạo loạn lập tức nổ ra ở Constantinopolis, và hoàng đế rời khỏi thành phố cùng với gia đình chạy đến Nicomedia. Theodosius hướng về phía đông đến Ba Tư, nhưng các sử gia không chắc chắn liệu ông đã được cha mình gửi đến đó hoặc nếu ông đã bỏ trốn khỏi nơi đó. Phocas tiến vào Constantinopolis trong tháng 11 và lên ngôi Hoàng đế, trong khi quân đội bắt được Mauricius và gia đình của ông. Mauricius đã bị ám sát vào ngày 27 tháng 11 năm 602 (một số nói là ngày 23 tháng 11). Người ta nói rằng bản thân hoàng đế bị buộc phải chứng kiến cảnh hành hình sáu người con trai trước khi bị lôi ra xử trảm. Hoàng hậu Constantina và ba cô con gái của bà thì được miễn tội chết chỉ bị gửi đến một tu viện. Vua Ba Tư Khosrau II đã lợi dụng cuộc đảo chính và vụ sát hại người bảo hộ của ông làm cái cớ cho một cuộc chiến mới chống lại Đế quốc Đông La Mã.

## Di sản

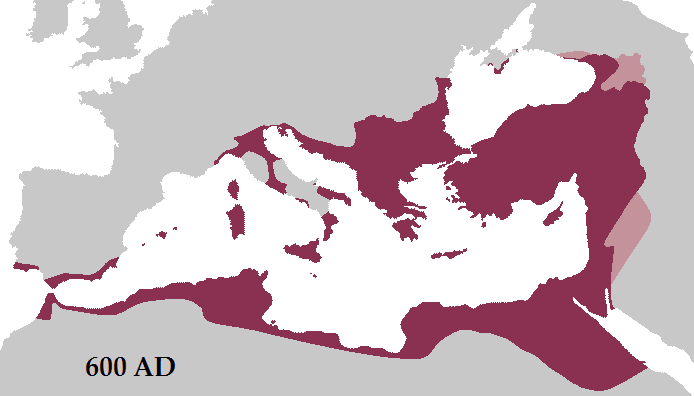
Đế quốc Đông La Mã vào năm 600.

Mauricius được người đời xem như một vị hoàng đế và thống chế tài ba, dù sự mô tả của Theophylact phần nào hơi quá tôn vinh. Hoàng đế có cái nhìn sâu sắc, tinh thần công khai và lòng dũng cảm. Ông đã chứng tỏ sự thành thạo về mặt quân sự và đối ngoại trong các chiến dịch chống lại người Ba Tư, Avar và Slav, cũng như trong suốt cuộc đàm phán hòa bình với Khosrau II. Các cuộc cải cách hành chính tiết lộ ông là một chính khách có tầm nhìn xa trông rộng, tất cả mọi chi tiết kể từ khi chúng tồn tại lâu hơn cái chết của ông cho đến nay và là cơ sở cho việc giới thiệu các thema đóng vai trò như là các quân khu. Triều đình của hoàng đế vẫn còn sử dụng tiếng Latinh, cũng như trong quân đội và chính quyền, và góp phần vào việc khuyến khích phát triển khoa học và nghệ thuật. Mauricius theo truyền thống chính là tác giả của bài luận quân sự nổi tiếng Strategikon, được giới quân sự ca ngợi như là học thuyết phối hợp vũ trang tinh vi duy nhất cho đến thời kỳ Thế chiến II. Một số nhà sử học hiện nay tin rằng Strategikon thực ra là tác phẩm của anh em ông hoặc một viên tướng khác trong triều. Điểm yếu lớn nhất của ông là thiếu khả năng đưa ra lời phán đoán những quyết định không hợp lòng dân. Theo lời tổng kết của sử gia C. W. Previté-Orton đã liệt kê một số sai sót trong tính cách của cá nhân Hoàng đế: 
Lỗi lầm của ông là đặt quá nhiều niềm tin vào sự phán xét tuyệt vời của riêng mình mà không quan tâm đến sự bất đồng và bất mãn trong lòng dân được thúc đẩy bởi những quyết định mà bản thân mình cho là đúng đắn và khôn ngoan. Ông là một vị quan tòa giỏi về mặt chính trị hơn là về mặt nhân cách.

Khuyết điểm này đã khiến ông phải trả giá bằng cả mạng sống và ngôi vị, và phá hỏng hầu hết những nỗ lực nhằm ngăn chặn sự tan rã của đế chế vĩ đại của Justinianus I. Cái chết của Mauricius là một bước ngoặt trong lịch sử. Kết quả của cuộc chiến chống lại người Ba Tư làm suy yếu hẳn cả hai đế chế, tạo điều kiện cho người Slav cư trú vĩnh viễn vùng Balkan và mở đường cho sự bành trướng của người Ả Rập/Hồi giáo. Sử gia người Anh A.H.M. Jones đã mô tả đặc điểm cái chết của Mauricius như là sự kết thúc của kỷ nguyên Cổ đại Hy-La, đóng vai trò như một cuộc hỗn loạn đã mãi mãi làm tiêu tan cả đế chế trong bốn thập kỷ tới và triệt để thay đổi xã hội và chính trị.

## Gia đình
Mauricius có với hoàng hậu Constantina chín người con bao gồm: 
- Theodosius (4 tháng 8, 583/585 – sau 27 tháng 11, 602). Theo John xứ Ephesus, ông là người thừa kế đầu tiên sinh ra trong thời hoàng đế trị vì kể từ sau Triều đại của Theodosius II (408–450).[12] Ông đuọc bổ nhiệm làm Caesar vào năm 587 và đồng hoàng đế vào ngày 26 tháng 3 năm 590.
- Tiberius (mất ngày 27 tháng 11 năm 602).
- Petrus (mất ngày 27 tháng 11 năm 602).
- Paulus (mất ngày 27 tháng 11 năm 602).
- Justin (mất ngày 27 tháng 11 năm 602).
- Justinian (mất ngày 27 tháng 11 năm 602).
- Anastasia (mất khoảng năm 605).
- Theoctista (mất khoảng năm 605).
- Cleopatra (mất khoảng năm 605).

Anh chị em
- Một người con gái Miriam/Maria được nhà biên niên sử thế kỷ 12 Michael gốc Syria và nguồn thư tịch phía đông ghi chép lại khi kết hôn với Khosrau II, nhưng tuyệt nhiên chẳng có bất kỳ ghi chép nào trong nguồn sử liệu Đông La Mã; có lẽ bà chỉ là một nhân vật huyền thoại.
- Người em trai Petrus (khoảng 550 – 602) trở thành curopalates và bị giết cùng một lúc với Mauricius. Petrus kết hôn với Anastasia Aerobinda (sinh khoảng 570), con gái của Areobindus (sinh khoảng 550), và có với nhau một cô con gái.
- Cô em gái Theoctista (khoảng 540 – sau 582) kết hôn với một người chồng đã chết trước năm 582, và có một đứa con gái Gordia (khoảng 560 – sau 597), sau kết hôn với Marinus (khoảng 555 – sau 597), con trai của Nerses (khoảng 530 – sau 595) và vợ là Hesychia (sinh khoảng 535), cả hai có với nhau một cô con gái là Theoctista (khoảng 575/khoảng 580 – sau 597), sau gả cho Christodorus hay Christodoros (sinh khoảng 570) và có với nhau một đứa con.
- Cô em gái Gordia (khoảng 550 – sau 602) kết hôn với Philippicus (khoảng 550 – Chrysopolis, 614), tướng lĩnh, comes excubitorum (tư lệnh cấm vệ quân) và magister militum (thống soái quân đội) vào năm 582, cả hai vợ chồng có với nhau một cô con gái, sau gả cho Artabastus (Artavazd) Mamikonian (sinh khoảng 565) và có với nhau một đứa con.